# Influenza di Shakespeare

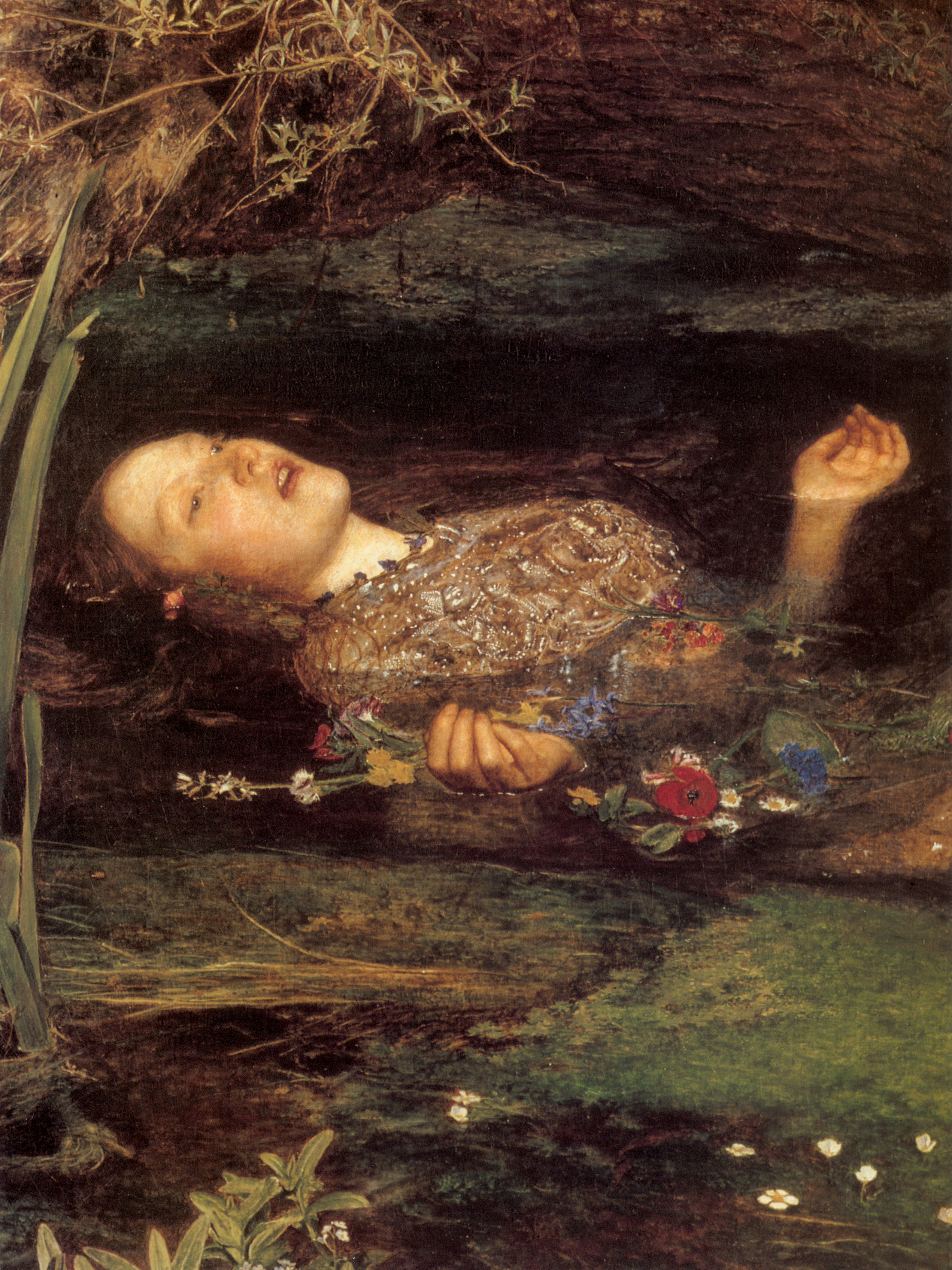
Ofelia (1852) (dettaglio) di John Everett Millais (1829-1896)

L'influenza di Shakespeare si estende dal teatro alla letteratura, dalla pittura alla musica, fino ai film dei nostri giorni. Comunemente considerato come il più grande scrittore della letteratura inglese e il più eminente drammaturgo di sempre, Shakespeare trasformò il teatro inglese e contribuì alla formazione dell'inglese moderno.

## Influenza di Shakespeare sulle arti
I lavori di Shakespeare hanno avuto una profonda influenza sul teatro e sulla letteratura successiva. In particolare, Shakespeare ampliò il potenziale drammatico della caratterizzazione dei personaggi, dell'intreccio e del linguaggio.

Ad esempio, i monologhi erano generalmente utilizzati per fornire informazioni sui personaggi o gli eventi; Shakespeare, invece, li utilizzò per esplorare la mente dei personaggi.
Le opere di Shakespeare influenzarono profondamente la poesia successiva. La poesia romantica tentò di far rivivere i versi drammatici shakespeariani, tuttavia con scarso successo. Il critico George Steiner descrisse tutti i versi drammatici inglesi da Coleridge a Tennyson come "flebili variazioni di temi shakespeariani".
Shakespeare influenzò i romanzieri come Thomas Hardy, William Faulkner, e Charles Dickens. I monologhi del romanziere statunitense Herman Melville devono molto a Shakespeare: il suo Capitano Achab di Moby Dick è un classico eroe tragico, ispirato al King Lear.
Gli studiosi hanno identificato 20 000 brani musicali collegati con i lavori di Shakespeare, tra cui tre opere di Giuseppe Verdi, il Macbeth, l'Otello e il Falstaff.
Shakespeare ha inoltre ispirato molti pittori, inclusi i romantici, tra cui Henry Fuseli, e i Preraffaelliti.
Vanno citati anche i balletti ispirati alle sue opere: sogno di una notte di mezza estate, romeo e giulietta, la bisbetica domata ecc.
L'attore Nomura Mansai ha reinterpetato numerose opere di Shakespeare in nuove opere che fondono il testo classico e la sensibilità occidentale con la tradizione giapponese del teatro Nō e Kyōgen.

## Influenza di Shakespeare sulla lingua inglese
Ai giorni di Shakespeare, la grammatica, l'ortografia e la pronuncia inglese erano meno standardizzati rispetto a oggi, e il suo utilizzo del linguaggio aiutò la formazione dell'inglese moderno. Samuel Johnson citò Shakespeare più spesso di qualsiasi altro autore nel suo dizionario di lingua inglese, il primo lavoro autorevole di questo tipo. Espressioni come "with bated breath" ("con il fiato sospeso", da Il mercante di Venezia) e "a foregone conclusion" ("una conclusione inevitabile", dall'Otello) sono ormai presenti nell'inglese di tutti i giorni.

## Influenza di Shakespeare sul cinema
Le opere di William Shakespeare sono state rappresentate moltissimo anche sul grande schermo, sia in forma integrale sia come adattamenti. Le sue storie si sono rivelate nei secoli sempre attuali, sia che si parli d'amore o del potere, delle guerre inutili o della condizione esistenziale dell'uomo. Come nel teatro la ricerca di nuove forme espressive ha portato a regie originali e attualizzate, così nel cinema Shakespeare è stato riscritto, ambientato in ogni possibile epoca storica, sezionato e riproposto in forme diverse. Tuttavia, ci sono state grandi opere cinematografiche in cui le commedie o le tragedie sono presentate in una forma fedele all'originale, spesso riscuotendo un successo analogo.

## Citazioni di Shakespeare nelle opere contemporanee
Oltre alle trasposizioni cinematografiche, ci sono altri casi di riferimenti di Shakespeare in altre opere e in telefilm.
Shakespeare viene citato parecchie volte in Star Trek. In particolar modo, ne La Manificenza del re un gruppo di attori recita il suo Amleto sull'Enterprise di Kirk, e nell'episodio Il Ritorno di Q, viene mostrato un libro con le opere complete. In Star Trek - Deep Space Nine, il Dottor Bashir cerca di coinvolgere Garak nella lettura delle opere di Shakespeare e in Il Cogenitore (ENT) il Capitano Archer presta le opere di Shakespeare a un capitano vissiano, che riesce a leggerle tutte in poche ore.
Nell'episodio della serie fantascientifica Doctor Who: Il codice shakespeariano, il Dottore e Martha Jones arrivano nel 1599, incontrando Shakespeare intento a scrivere Pene d'amor ritrovate, un'opera perduta.
La miniserie TV inglese The Hollow Crown è un adattamento delle opere shakespeariane Riccardo II, Enrico IV (parte I e II) ed Enrico V.
Nel romanzo de Il Nuovo Mondo viene rivelato che un libro contenente tutte le opere di Shakespeare è sopravvissuto alla distruzione dei libri prima della Guerra dei Nove Anni nella kiva di una riserva indiana. John, per imparare a leggere, lo prende con sé e ne rimane particolarmente influenzato. Nel Mondo Nuovo vengono mostrati alcuni spezzoni di alcune opere.
Michael Ende, nella sua Storia Infinita, ha immaginato che Shakespeare (nell'edizione italiana chiamato Scexpir) sia stato uno dei numerosi individui che hanno viaggiato nel mondo di Fantasia.
Una storia degli X-Men, La materia di cui sono fatti i sogni (quella che narra il modo in cui l'imperatrice Shi'ar Lilandra è venuta a sapere dell'esistenza degli X-Men usando la prospettiva di lei), prende spunto da un passo della Tempesta di Shakespeare.